# Neobisium maksimtodorovici
Neobisium maksimtodorovici är en spindeldjursart som beskrevs av Bozidar P.M. Curcic och Dimitrijevic 200. Neobisium maksimtodorovici ingår i släktet Neobisium och familjen helplåtklokrypare. Inga underarter finns listade i Catalogue of Life.